# Can Montcanut (Riera de Tiana, 117)
Can Montcanut és una casa modernista de Tiana (Maresme) protegida com a bé cultural d'interès local.

## Descripció
Edifici civil amb planta baixa i dos pisos, coberta per una teulada a quatre vessants, al mig de la qual s'aixeca una lluerna per tal d'il·luminar l'interior. El conjunt és de planta quadrada. L'interès de la construcció recau a les seves tres façanes decorades amb motius pròpiament modernistes: línies ondulants, en moviment, amb corbes suaus, i flors. Aquests motius ornamentals es repeteixen en cadascuna de les parts en què es divideixen les façanes. D'altra banda destaca el voladís de la teulada que sobresurt del perfil general i que està sostingut per suports en forma d'esquadra. La decoració està realitzada en tons de verd i rosa. Un jardí envolta l'edifici.